# Calliuncus ephippiatus
Calliuncus ephippiatus is een hooiwagen uit de familie Triaenonychidae. De wetenschappelijke naam van Calliuncus ephippiatus gaat terug op Roewer.